# Alois Schönn

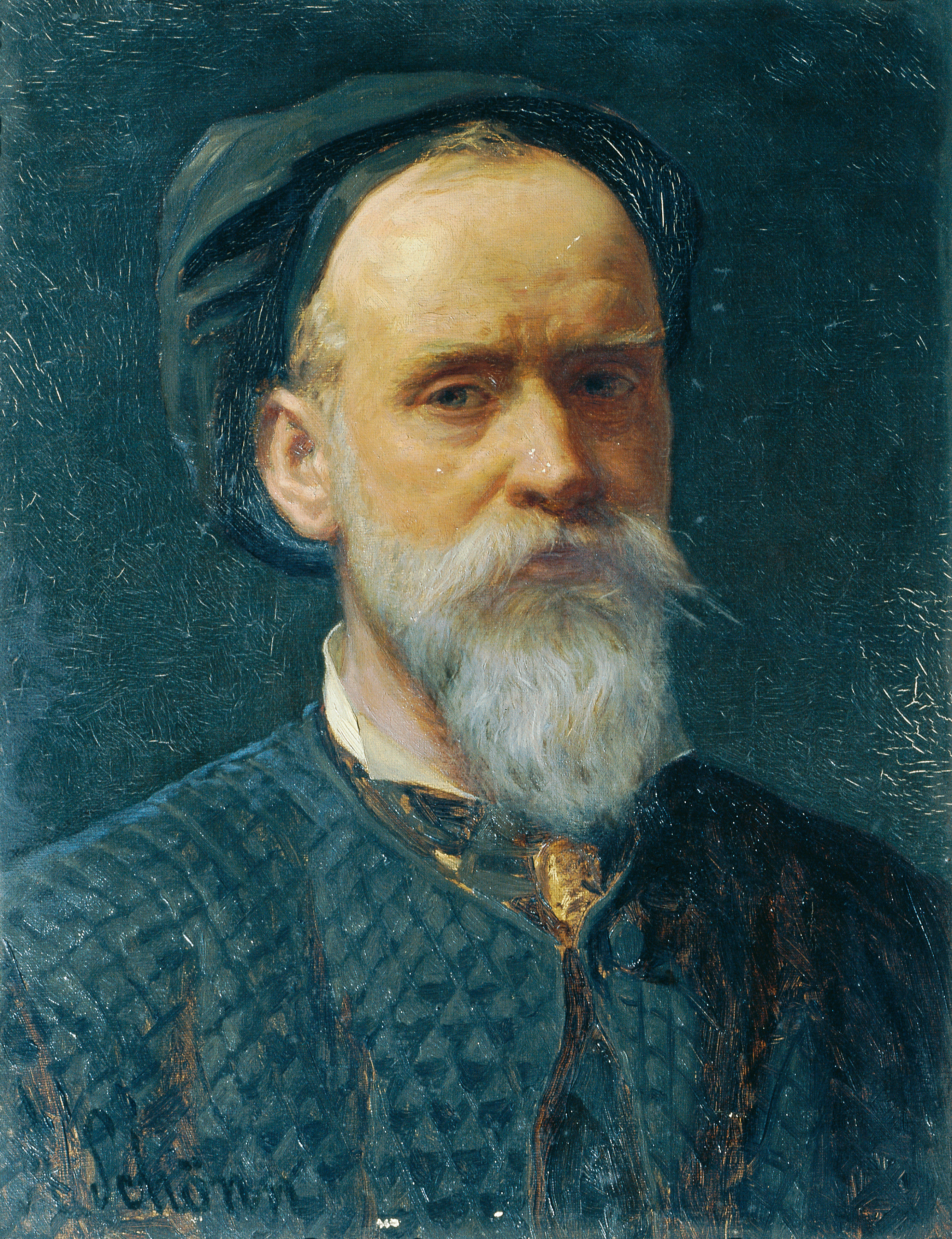
Selbstporträt (vor 1889; Österreichische Galerie Belvedere)

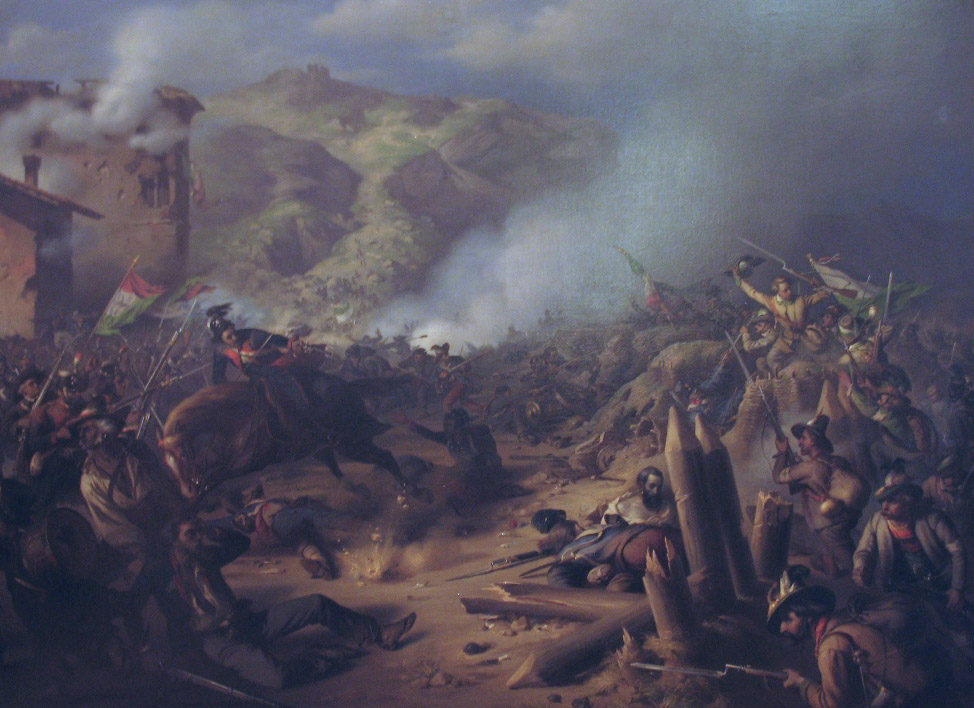
Die Erstürmung des verschanzten Lagers von Lodrone am 22. Mai 1848, Heeresgeschichtliches Museum Wien

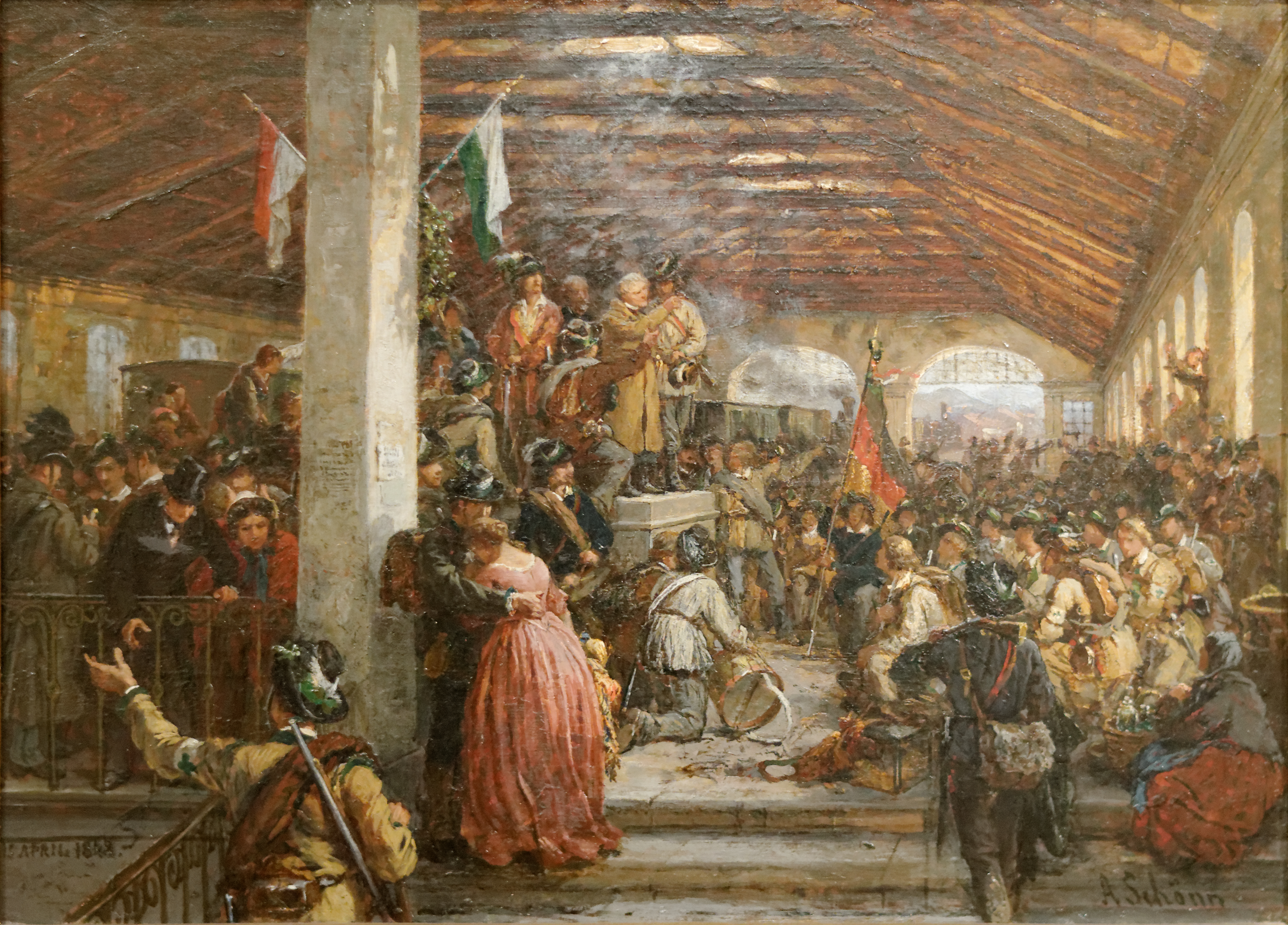
Abschied der Freiwilligen nach Italien am 3 April 1848, Wien Museum

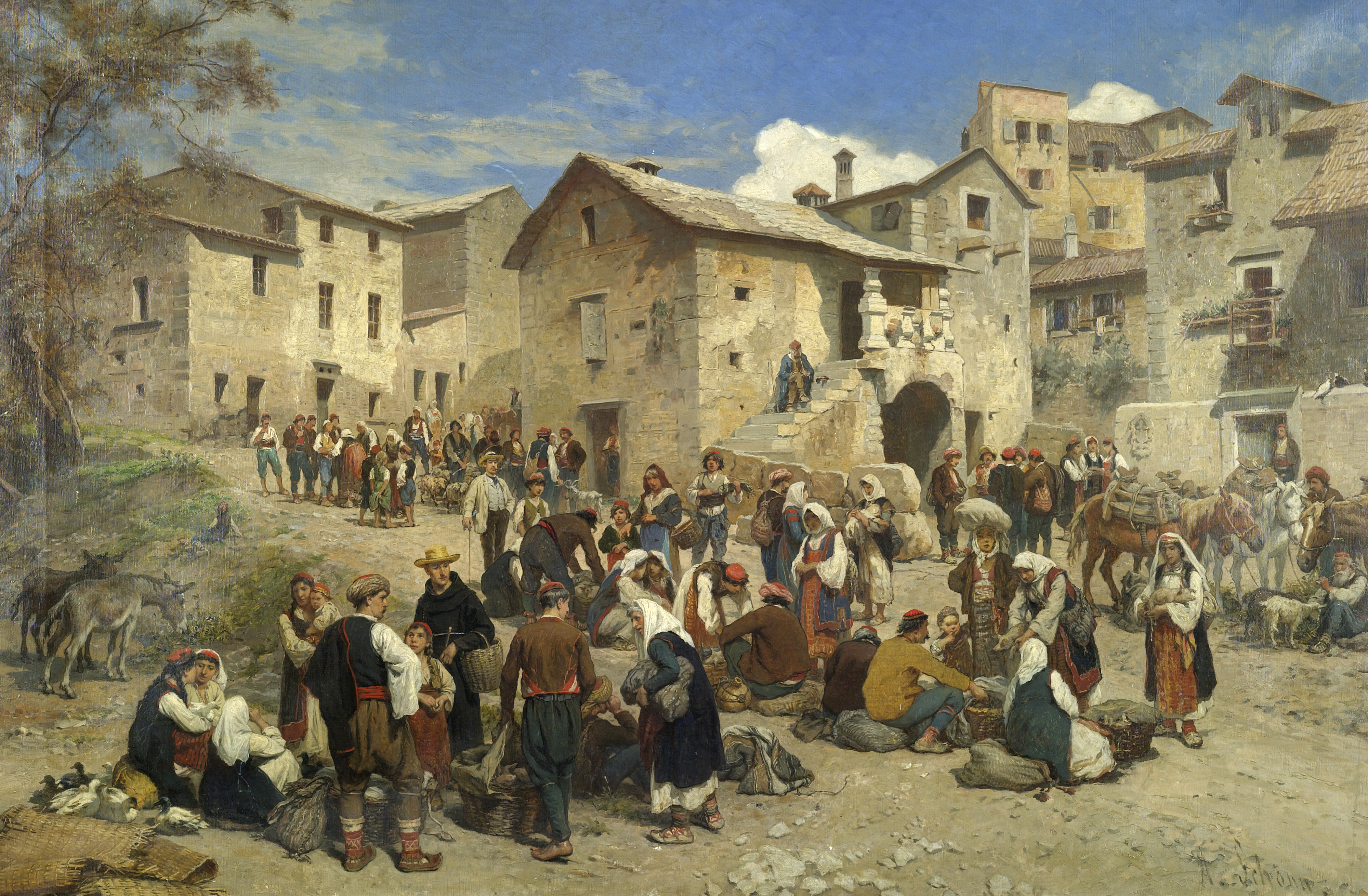
Markt in Sarajewo

Alois Schönn (* 11. März 1826 in Wien; † 16. September 1897 in Krumpendorf am Wörthersee, Kärnten) war österreichischer Historien- und Genremaler. Er spezialisierte sich auf orientalische Genrebilder.

## Leben
Alois Schönn war der Sohn von Johann Schönn, eines Kontrollors bei der Cameralverwaltung. Nach dem Besuch der Unterrealschule und einem Jahr Handelsschule war Alois Schönn als Diurnist im Finanzministerium beschäftigt. Er nahm Privatstunden bei Leander Russ, von 1841/42 studierte er Graveur und von 1845 bis 1848 Historienmalerei an der Akademie der bildenden Künste Wien bei Joseph von Führich und Eduard van der Nüll. 1848 meldete er sich als Landesverteidiger zu den Tiroler Schützen und nahm am Italienfeldzug teil, dabei malte er seine ersten Schlachtenbilder.
In den folgenden Jahren unternahm er zahlreiche Studienreisen nach Ungarn, Frankreich, in die Türkei, nach Ägypten, Italien, Galizien und Holland. Von besonderer Bedeutung war dabei seine große Orientreise, die er zwischen Juni 1851 und dem Sommer 1852 unternahm. Er besuchte Griechenland, die Türkei, Syrien, Palästina und Ägypten. In Ägypten fuhr er den Nil hinab und gelangte bis zum 4. Katarakt in Nubien. Auf dem Rückweg aus dem Orient besuchte er noch Sizilien. Schon im November 1852 zeigte Schönn in Wien einige Studien aus Ägypten, die u. a. die Pilgerkarawane nach Mekka, Verlobungs- und Beschneidungsfeierlichkeiten und Szenen von einem Sklavenmarkt zeigen.
Schönn war seit 1860 mit Sofie Dratschmiedt von Mährentheim (1832–1910) verheiratet. Das Paar hatte sieben Kinder, darunter die Malerin Ricka Schönn.

## Ehrungen
1861 wurde Schönn Mitglied der Genossenschaft der bildenden Künstler Wiens, 1866 Mitglied der Wiener Akademie und 1877 ehrenhalber ao. Professor ebendort. Für seine Verdienste bei der Wiener Weltausstellung  1873 erhielt er den Franz-Joseph-Orden.
Im Jahr 1898 wurde in Wien-Leopoldstadt (2. Bezirk) die Schönngasse nach ihm benannt.

## Werke (Auszug)
- Heimkehrende Ungarn aus dem Feldzug 1848/49, Öl auf Holz, 1853, 51 × 66 cm, Heeresgeschichtliches Museum, Wien.
- Die Erstürmung des verschanzten Lagers von Lodrone am 22. Mai 1848, Öl auf Leinwand, 1851, 150 × 200 cm, Heeresgeschichtliches Museum, Wien
- Abschied der Freiwilligen nach Italien am 3 April 1848, Wien Museum